# ヤン・ナテルマン
ヤン・ナテルマン（Jan Natermann, 1910年 - 没年不詳）は、ドイツのピアノ奏者。
ケルン音楽院にて学ぶ。1947年からデトモルト音楽大学のピアノ科教授を務め、1976年に引退した。

## ディスコグラフィ
- Janigro, Antonio (2014). Cello Masterpieces: Antonio Janigro Recital. Jube classics. ASIN B00M8NVL2S
- Solovieff, Miriam (2016). Fauré, Prokofiev, Tartini, Bloch, Ravel, Bartók. Melo Classic. ASIN B01LWCUNFQ